# 朱士嘉
朱士嘉（1905年8月15日—1989年），字蓉江，男，江苏无锡人，中国档案学家、方志学家，曾任湖北省人民政府文史研究馆馆长。